# Bernadeth
Bernadeth es una Furia Femenina, una deidad extraterrestre, originaria del planeta Apokolips, creada por Jack Kirby para la editorial DC Comics, su primera aparición, se dio en las páginas de Mister Miracle Vol. 1 #6 (febrero de 1972), es conocida por compartir el liderazgo con Big Barda del Batallón de Furias Femeninas y con quien desarrolló una rivalidad, además de odiar, ya que fue quien se encargó de revelar la traición de Barda cuando esta escapó con Scott Free a la Tierra, además es de las primeras furias en ser reclutadas por Abuela Bondad.

## Biografía del personaje ficticio
Siendo reconocida por su experiencia en batalla, así como la colíder de las Furias Femeninas, Bernadeth empuña su mamoso cuchillo "Fahren", con el que quema a las víctimas desde el interior de sus cuerpos. Es conocida por ser la hermana menor del asistente de Darkseid, Desaad, Bernadeth es a la vez la más notoria y temida furia entre las masas débiles de Apokolips, y de las de mayor confianza de Abuela Bondad. Siendo una de las primeras furias reclutadas, Bernadeth pronto hizo sentir a los demás, que odiaba ser dirigida por cualquiera que se interponiera en su camino, especialmente cuando se trataba del Batallón de Furias. Por esto mismo, se creó un ambiente de rivalidad con Big Barda, cuando esta lideraba al comienzo a las furias. Cuando Big Barda se fue a la Tierra para estar con Scott Free (alias Mister Miracle) irónicamente terminó uniéndose a Lashina, Stompa y Mad Harriet cuando estas no tuvieron la forma de volver a su planeta natal, por un breve período de tiempo. En este tiempo, Bernadeth utilizaría su persuasión para convencer a sus compañeras a excepción de Barda para que ella fuese su nueva líder.
Más adelante, Bernadeth junto a sus compañeras furias regresarían a Apokolips sin Barda. Bernadeth consolidaría su liderato al demostrar el defecto que fue todo el tiempo Barda con las furias para buscar su reconocimiento como líder del equipo. Así pues que este suceso convocó la forma para obtener dicho liderazgo, sin embargo, sólo Darkseid tendría la última palabra. Así pues, tuvo que compartir dicho liderazgo con Lashina, puesto que Darkseid le había dado dicho mando. Justamente, cuando fueron enviadas a la Tierra cuando fueron a rescatar a Glorious Godfrey, Bernadeth hizo que Lashina traicionara al equipo y la dejó en la Tierra. Debido a esto, Bernadeth sería temporalmente la líder capaz, y la que le permitió ser por un buen rato mantener su autoridad sobre las furias. Cuando Lashina regresó a Apokolips con el Escuadrón Suicida, Lashina le rompió el cuello a Bernadeth luego de que ambas tuviesen una larga y feroz batalla. Darkseid quedó consternado por el hecho de que Lashina trajo terrícolas a su planeta, por lo que la castigó matándola y posteriormente, resucitaría a Bernadeth para otorgarle el mando, sin embargo, más adelante, Lashina sería revivida. A pesar de este suceso, a regañadientes acordó con Lashina compartir el liderazgo.
Más tarde, en Apokolips, ella fue vista junto al resto de las furias entrenando a última recluta de Abuela Bondad, Precious. Tras la captura de Supergirl, Bernadeth y sus compañeras de equipo terminaron siendo derrotadas por Big Barda y Wonder Woman.
Ella tuvo una aparición en la miniseries tie-in Siete Soldados: Mister Miracle y en un cómic con Hawkgirl.
Durante los acontecimientos de Countdown, Bernadeth intentó y evitó que Jimmy Olsen y la segunda Forager (una hembra de la misma especie del original Forager) escapasen de Apokolips. Después de que ellos escapasen, Bernadeth fue controlada por Infinity-Man en lo que resultó en su propia muerte.
Bernadeth reaparecería reencarnada, y formó parte del Dark Side Club. Ella creó unas drogas para que ayudasen a Abuela Bondad a lavarles el cerebro a los superhéroes juveniles para que luchasen a muerte en una arena de combate, diseñada en el mismo club. También experimentaría con las células de las víctimas que murieron en el club, así como de aquellos que extrajo de los que aún seguían con vida, y por tanto, fue quien logró descubrir que la antiheroina Black Alice estaba fuertemente relacionada con Mistfit.

### Los Nuevos 52/DC: Renacimiento
El reinicio del Universo DC permitió traer de vuelta a Bernadeth. Durante los acontecimientos en el que Darkseid fue esclavizado por su propia hija mitad amazona mitad nuevo dios Grail, Bernadeth y las demás compañeras furias aceptaron una oferta de Big Barda para que le ayudaran a derrotar a Grail, quien ese momento se encontraba asociada a Myrina Black y al Antimonitor. Durante la batalla, su equipo fue derrotado, por lo que Bernadeth y las furias regresarían a Apokolips junto a Big Barda.

## Poderes y habilidades
Bernadeth es extremadamente longeva al punto de ser funcionalmente inmortal, además posee la fuerza, durabilidad y velocidad sobrehumana estándar de todos los Nuevos Dioses. Puede levantar pesos enormes y su fisiología avanzada le otorga resistencia sobrehumana en todas las actividades físicas. [15] Bernadeth ha sido entrenada por la Abuela Bondad y es muy hábil en el combate cuerpo a cuerpo. El arma preferida de Bernadeth es el Fahren-Knife, una daga mística forjada en la piel de Darkseid que le permite quemar a sus víctimas desde el interior de sus cuerpos cuando es insertado y causando heridas letales. El hermano de Bernadeth, DeSaad, le dio el cuchillo como regalo, y se dice que es lo suficientemente poderoso como para matar a los dioses.

## Otras versiones
- Unlimited Access: En el crossover DC/Marvel, en el cómic Unlimited Access, Benadeth aparece no fusionada con ningún villano de Marvel, sin embargo, se le ve luchando contra los héroes junto a Mad Harriet.[17]
- Sensation Comics Presentando a Wonder Woman: Bernadeth aparece en la historia Dig for Fire, en la serie de antología Sensation Comics Presentando a Wonder Woman. Después de descubrir que Wonder Woman ha viajado a Apokolips para salvar a dos de sus hermanas amazónicas, Benadeth, ordena a Stompa, y a Mad Harriet para que la rastreen. Dichas furias se negaron a hablar pacíficamente con Wonder Woman, y en la batalla subsiguiente, la heroína recibió un disparo en el cuello con un dardo explosivo de parte de Bernadeth. Stompa arrojaría el cuerpo de Wonder Woman a las fosas ardientes. Cuando las furias informaron a Darkseid, le disgustó que la hubiesen matado en lugar de ejecutarla públicamente. Wonder Woman aun estando con vida, lograría salvar a sus hermanas amazonas. Las furias una vez más lucharían contra las amazonas, aunque la batalla terminaría cuando Darkseid mató a las amazonas compañeras de Wonder Woman y le permitió que Wonder Woman volviera a la Tierra.[18]

## Apariciones en otros medios

### Televisión
- Bernadeth apareció en la serie Liga de la Justicia Ilimitada en el episodio "Alive".[19]
- Benadeth volvería a aparecer en una serie animada, esta vez en la serie animada de Justice League Action, en el episodio "It'll Take a Miracle".

### Películas Animadas directa a video
- Una versión alternativa de Bernadeth aparece brevemente en Justice League: Gods and Monsters. Esta versión se parece mucho en apariencia a la de la serie de la Liga de la Justicia Ilimitada.[20]

### Videojuegos
- En el videojuego Scribblenauts Unmasked: A DC Comics Adventure, Bernadeth es uno de los miles de personajes que puede convocar el jugador para jugar.